# Beraeamyia squamosa
Beraeamyia squamosa är en nattsländeart som beskrevs av Martin E. Mosely 1930. Beraeamyia squamosa ingår i släktet Beraeamyia och familjen sandrörsnattsländor. Inga underarter finns listade i Catalogue of Life.

## Bildgalleri

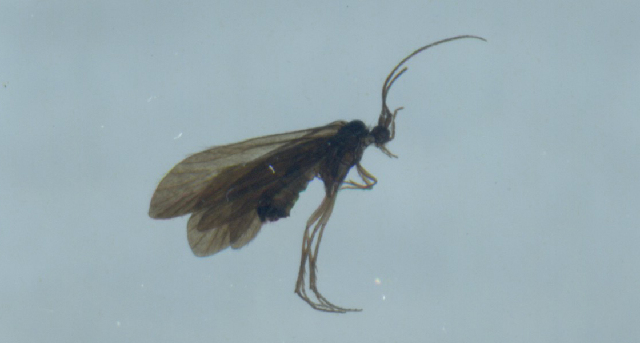